# Antonio López Nieto
Antonio López Nieto (1958. január 25.–) spanyol nemzetközi labdarúgó-játékvezető, építész.

## Pályafutása

### Nemzeti játékvezetés
Játékvezetésből 1988-ban vizsgázott, 1991-ben lett az I. Liga játékvezetője. Az aktív nemzeti játékvezetéstől 2003-ban vonult vissza.

### Nemzetközi játékvezetés
A Spanyol labdarúgó-szövetség Játékvezető Bizottsága (JB) terjesztette fel nemzetközi játékvezetőnek, a Nemzetközi Labdarúgó-szövetség (FIFA) 1993-tól tartotta nyilván bírói keretében. Több válogatott és nemzetközi klubmérkőzést vezetett. A spanyol nemzetközi játékvezetők rangsorában, a világbajnokság-Európa-bajnokság sorrendjében a 3. helyet foglalja el 14 találkozó szolgálatával. Az UEFA által szervezett labdarúgó kupasorozatokban összesen 48 mérkőzést vezetett, amivel a 20. helyen áll. 2003-ban vonult vissza az aktív nemzetközi játékvezetéstől. Válogatott mérkőzéseinek száma: 19.

#### Világbajnokság
A világbajnoki döntőhöz vezető úton Franciaországba a XVI., az 1998-as labdarúgó-világbajnokságra és Dél-Koreába és Japánba a XVII., a 2002-es labdarúgó-világbajnokságra a FIFA JB bíróként alkalmazta. Világbajnokságon vezetett mérkőzéseinek száma: 1.

##### 1998-as labdarúgó-világbajnokság

###### Selejtező mérkőzés
| Időpont             | Helyszín                        | Mérkőzés típusa           | Mérkőzés                 | Eredmény | Nézők száma |
| ------------------- | ------------------------------- | ------------------------- | ------------------------ | -------- | ----------- |
| 1996. október 5.    | Arms Park Stadion, Cardiff      | előselejtező (7. csoport) | Wales–Hollandia          | 1 – 3    | 34 560      |
| 1997. április 30.   | Kaftanzoglio Stadion, Szaloniki | előselejtező (1. csoport) | Görögország–Horvátország | 0 – 1    | 10 730      |
| 1997. szeptember 6. | Ernst Happel Stadion, Bécs      | előselejtező (4. csoport) | Ausztria–Svédország      | 1 – 0    | 48 000      |

##### 2002-es labdarúgó-világbajnokság

###### Selejtező mérkőzés
| Időpont             | Helyszín                  | Mérkőzés típusa           | Mérkőzés                | Eredmény | Nézők száma |
| ------------------- | ------------------------- | ------------------------- | ----------------------- | -------- | ----------- |
| 2000. szeptember 2. | Imtech Arena, Hamburg     | előselejtező (9. csoport) | Németország–Görögország | 2 – 0    | 48 500      |
| 2001. szeptember 5. | Partizan Stadion, Belgrád | előselejtező (1. csoport) | Jugoszlávia–Szlovénia   | 1 – 1    | 22 000      |

###### Világbajnoki mérkőzés
A kameruni-német csoporttalálkozón a játékosok a győzelem elérése érdekében komoly durvasági sorozatot mutattak be. A mérkőzésen tipikusan olyan esetek játszódtak le, amivel a tapasztalt játékvezető képtelen volt megbirkózni. Rudi Völler, a német válogatott szövetségi kapitánya szerint: A játékvezető kicsinyes volt, minden szabálytalanságot szokatlan szigorral torolt meg. A fegyelmezetlen játékosokat nem érdekelte a játékvezető szabályszerű fegyelmező tevékenysége, igyekeztek egymást megfélemlíteni, ahol lehetett megrúgni. A játékvezető a világbajnokságok történetében új rekordot ért el, összesen 14 közvetlen, egy időben felmutatott 2. sárga és piros lapot osztott ki. Nem kapott több lehetőséget mérkőzés vezetésére.
A csúcsot a 2006-os németországi világbajnokságon, a portugál-holland  mérkőzésen Valentyin Valentyinovics Ivanov játékvezetőnek hasonló okok miatt megdöntötte a negatív rekordot, 16 sárga és 4 piros lapot osztott ki a renitenseknek. 
| Időpont          | Helyszín                       | Mérkőzés típusa              | Mérkőzés            | Eredmény | Nézők száma |
| ---------------- | ------------------------------ | ---------------------------- | ------------------- | -------- | ----------- |
| 2002. június 11. | Világbajnoki Stadion, Sidzuoka | csoportmérkőzés (E. csoport) | Kamerun–Németország | 0 – 2    | 47 085      |

#### Európa-bajnokság
Az európai labdarúgó torna döntőjéhez vezető úton Angliába a X., az 1996-os labdarúgó-Európa-bajnokságra, Belgiumba és Hollandiába a XI., a 2000-es labdarúgó-Európa-bajnokságra valamint Portugáliába a XII., a 2004-es labdarúgó-Európa-bajnokságra az UEFA JB játékvezetőként foglalkoztatta.

##### 1996-os labdarúgó-Európa-bajnokság

###### Selejtező mérkőzés
| Időpont           | Helyszín                   | Mérkőzés típusa           | Mérkőzés                | Eredmény | Nézők száma |
| ----------------- | -------------------------- | ------------------------- | ----------------------- | -------- | ----------- |
| 1994. október 12. | Ernst Happel Stadion, Bécs | előselejtező (6. csoport) | Ausztria–Észak-Írország | 1 – 2    | 19 742      |
| 1971. február 3.  | Népstadion, Budapest       | előselejtező (3. csoport) | Magyarország–Svédország | 1 – 0    | 8300        |

###### Európa-bajnoki mérkőzés
| Időpont         | Helyszín                   | Mérkőzés típusa              | Mérkőzés                | Eredmény | Nézők száma |
| --------------- | -------------------------- | ---------------------------- | ----------------------- | -------- | ----------- |
| 1996 június 14. | Anfield Stadion, Liverpool | csoportmérkőzés (C. csoport) | Csehország–Olaszország  | 2 – 1    | 37 320      |
| 1996 június 22. | Anfield Stadion, Liverpool | egyik negyeddöntő            | Franciaország–Hollandia | 0 – 0    | 3465        |

##### 2000-es labdarúgó-Európa-bajnokság

###### Selejtező mérkőzés
| Időpont             | Helyszín                   | Mérkőzés típusa           | Mérkőzés               | Eredmény | Nézők száma |
| ------------------- | -------------------------- | ------------------------- | ---------------------- | -------- | ----------- |
| 1999. március 27.   | Parken Stadion, Koppenhága | előselejtező (1. csoport) | Dánia–Olaszország      | 1 – 2    | 41 429      |
| 1999. szeptember 4. | Olimpiai Stadion, Helsinki | előselejtező (3. csoport) | Finnország–Németország | 1 – 2    | 20 184      |

##### 2004-es labdarúgó-Európa-bajnokság

###### Selejtező mérkőzés
| Időpont             | Helyszín                        | Mérkőzés típusa           | Mérkőzés              | Eredmény | Nézők száma |
| ------------------- | ------------------------------- | ------------------------- | --------------------- | -------- | ----------- |
| 2002. szeptember 7. | Ali Sami Yen Stadion, Isztambul | előselejtező (7. csoport) | Törökország–Szlovákia | 3 – 0    | 18 000      |
| 2003. április 2.    | Generali Arena Stadion, Prága   | előselejtező (3. csoport) | Csehország–Ausztria   | 4 – 0    | 17 150      |

#### Nemzetközi kupamérkőzések
1995-ben azzal vádolta FK Dinamo Kijiv vezetőit, hogy megpróbálták Görögországban a Panathinaikósz találkozó előtt őt megvesztegetni. Az esetet jelentette a jelen lévő UEFA ellenőrnek és jelentésében részletesen leírta a történteket. Az UEFA Fegyelmi Bizottsága kettő évre eltiltotta a Dinamót a nemzetközi tornák mérkőzéseitől. Vezetett Kupa-döntők száma: 3.

##### UEFA-bajnokok ligája
| Időpont              | Helyszín                 | Mérkőzés típusa             | Mérkőzés                               | Eredmény |
| -------------------- | ------------------------ | --------------------------- | -------------------------------------- | -------- |
| 1993. szeptember 29. | Old Trafford, Manchester | előselejtező (első forduló) | Manchester United FC–Kispest Honvéd FC | 2 – 1    |
| 1994. augusztus 10.  | Parc des Princes, Párizs | előselejtező                | PSG–Vác FC-Samsung                     | 3 – 0    |

##### UEFA-kupa
| Időpont           | Helyszín                     | Mérkőzés típusa           | Mérkőzés                       | Eredmény | Nézők száma |
| ----------------- | ---------------------------- | ------------------------- | ------------------------------ | -------- | ----------- |
| 1995. május 3.    | Ennio Tardini Stadion, Parma | döntő első mérkőzés       | Parma FC–Juventus FC           | 1 – 0    | 22 062      |
| 1997. november 4. | Maksimir Stadion, Zágráb     | előselejtező (2. forduló) | Croatia Zagreb–MTK Hungária FC | 2 – 0    |             |
| 1998. május 6.    | Parc des Princes, Párizs     | döntő                     | Internazionale–SS Lazio        | 3 – 0    | 44 412      |
| 2000. május 17.   | Parken Stadion, Koppenhága   | döntő                     | Galatasaray SK–Arsenal FC      | 0 – 0    | 38 919      |

## Szakmai sikerek
Az IFFHS (International Federation of Football History & Statistics) 1987-2011 évadokról tartott nemzetközi szavazásán 151, játékvezető besorolásával minden idők 65, legjobb bírójának rangsorolta, holtversenyben Szaíd Belkola, Bruno Galler társaságában.